# Jason Kenny
Jason Francis Kenny (Bolton, 22 de março de 1988) é um ciclista britânico que compete na modalidade de pista, especialista nas provas de velocidade e keirin. Sete vezes campeão olímpico e três vezes campeão mundial, é um dos ciclistas de pista mais laureados da história: compartilha o maior número de medalhas de ouro nas provas de pista dos Jogos Olímpicos (6) com seu colega de equipa Chris Hoy.
Participou em quatro Jogos Olímpicos de Verão, entre 2008 e 2020, obtendo ao todo oito medalhas. Nos Jogos Europeus de 2019 obteve uma medalha de bronze na prova de velocidade por equipas.
Ganhou dez medalhas no Campeonato Mundial de Ciclismo em Pista entre 2009 e 2020, e seis medalhas no Campeonato Europeu de Ciclismo em Pista nos anos 2010 e 2019.
Kenny foi nomeado oficial da Ordem do Império Britânico (OBE) no ano 2012 por seus sucessos desportivos.

## Biografia
Após ganhar várias medalhas nos campeonatos mundiais e europeus de categoria júnior e sub-23 em 2006 e 2007, Kenny foi seleccionado para competir nos Jogos Olímpicos de Verão de 2008. Junto com Chris Hoy e Jamie Staff, ganhou a medalha de ouro em velocidade por equipas, rompendo o recorde do mundo na rodada de classificação. Na final de velocidade ganhou a medalha de prata ao ser superado por seu colega Chris Hoy.
Em janeiro de 2012 ganhou seu primeiro título de campeão do mundo, depois que os resultados de Grégory Baugé no Mundial de 2011 foram anulados retroactivamente pela UCI ao não se apresentar este a dois controles antidopagem. Nos Jogos Olímpicos de Verão de 2012, ganhou medalhas de ouro tanto na velocidade por equipas e na individual, superando a Baugé na final.
Ao ano seguinte conseguiu seu segundo título de campeão do mundo, desta vez na prova de keirin realizada no Mundial de Minsk. Mas seu melhor ano foi em 2016, ganhando a prova de velocidade individual do Campeonato Mundial realizado em Londres e conseguindo três medalhas de ouro nos Jogos Olímpicos de Verão de 2016, em velocidade individual, por equipas e keirin.
Kenny assistiu a Mount St Joseph Business & Enterprise College no área de Farnworth Bolton. No período prévio nos Jogos Olímpicos de Londres 2012, Kenny visitou a escola e elogiou o apoio que tinha recebido de seus maestros de educação física. Jason tem um irmão mais velho. Estudou na Universidade de Birmingham.
Está casado desde setembro de 2016 com a ciclista Laura Trott, também campeã olímpica.
Obteve duas medalhas em Tóquio 2020, entre as quais uma de prata na velocidade por equipes ao lado de Ryan Owens e Jack Carlin e uma de ouro no keirin.

## Medalhas em competições internacionais
| Jogos Olímpicos    | Jogos Olímpicos           | Jogos Olímpicos   | Jogos Olímpicos        |
| Ano                | Lugar                     | Medalha           | Competição             |
| ------------------ | ------------------------- | ----------------- | ---------------------- |
| 2008               | Pequim (China)            | Medalha de ouro   | Velocidade por equipas |
| 2008               | Pequim (China)            | Medalha de prata  | Velocidade individual  |
| 2012               | Londres (Reino Unido)     | Medalha de ouro   | Velocidade individual  |
| 2012               | Londres (Reino Unido)     | Medalha de ouro   | Velocidade por equipas |
| 2016               | Rio de Janeiro (Brasil)   | Medalha de ouro   | Velocidade individual  |
| 2016               | Rio de Janeiro (Brasil)   | Medalha de ouro   | Velocidade por equipas |
| 2016               | Rio de Janeiro (Brasil)   | Medalha de ouro   | Keirin                 |
| Campeonato Mundial |                           |                   |                        |
| Ano                | Lugar                     | Medalha           | Competição             |
| 2009               | Pruszków (Polônia)        | Medalha de prata  | Velocidade por equipas |
| 2010               | Ballerup (Dinamarca)      | Medalha de bronze | Velocidade por equipas |
| 2011               | Apeldoorn (Países Baixos) | Medalha de ouro   | Velocidade individual  |
| 2011               | Apeldoorn (Países Baixos) | Medalha de prata  | Velocidade por equipas |
| 2012               | Melbourne (Austrália)     | Medalha de prata  | Velocidade individual  |
| 2012               | Melbourne (Austrália)     | Medalha de bronze | Keirin                 |
| 2013               | Minsk (Bielorrússia)      | Medalha de ouro   | Keirin                 |
| 2016               | Londres (Reino Unido)     | Medalha de ouro   | Velocidade individual  |
| 2018               | Apeldoorn (Países Baixos) | Medalha de prata  | Velocidade por equipas |
| 2020               | Berlim (Alemanha)         | Medalha de prata  | Velocidade por equipas |
| Jogos Europeus     |                           |                   |                        |
| Ano                | Lugar                     | Medalha           | Competição             |
| 2019               | Minsk (Bielorrússia)      | Medalha de bronze | Velocidade por equipas |
| Campeonato Europeu |                           |                   |                        |
| Ano                | Lugar                     | Medalha           | Competição             |
| 2010               | Pruszków (Polônia)        | Medalha de ouro   | Keirin                 |
| 2010               | Pruszków (Polônia)        | Medalha de bronze | Velocidade individual  |
| 2010               | Pruszków (Polônia)        | Medalha de bronze | Velocidade por equipas |
| 2013               | Apeldoorn (Países Baixos) | Medalha de prata  | Keirin                 |
| 2013               | Apeldoorn (Países Baixos) | Medalha de bronze | Velocidade individual  |
| 2019               | Apeldoorn (Países Baixos) | Medalha de prata  | Velocidade por equipas |